# Templo de Diana (Cefalù)
O Templo de Diana é uma estrutura megalítica que remonta ao século IX a.C. que reside na fortaleza localizada ao norte da cidade de Cefalù. O uso pretendido do complexo ainda é incerto, mas o valor estratégico da vista da costa abaixo é claro. A parte mais antiga do local é a cisterna. Provavelmente destinado ao culto de divindades pagãs, foi construído em várias fases na antiguidade com blocos quadrados de pedra. O local foi finalmente reconstruído durante o século II a.C.

## Nas artes
O templo é objeto de um desenho do artista francês Jean-Pierre Houël, feito durante sua viagem à Sicília (Grand Tour). O desenho está atualmente no museu Hermitage.